# Системные технологии
«СИСТЕМНЫЕ ТЕХНОЛОГИИ» (Беларусь) — компания-разработчик программного обеспечения, специализирующаяся на разработке собственных программных продуктов для автоматизации деятельности банков и предприятий.

## История
СООО «СИСТЕМНЫЕ ТЕХНОЛОГИИ» было образовано 10 марта 1998 года. Свою деятельность компания начинала в составе 7 сотрудников, которые занимались разработкой и внедрением автоматизированных банковских систем. С течением времени область решений «СИСТЕМНЫХ ТЕХНОЛОГИЙ» была расширена и на сегодняшний день компания занимается разработкой комплексных продуктов для различных сфер деятельности, а также трансформацией бизнеса и автоматизацией бизнес-процессов.

## Факты
С 2006 года компания является постоянным членом Парка высоких технологий Беларуси.
Компания ежегодно проходит сертификационный аудит и подтверждает соответствие своей системы менеджмента информационной безопасности требованиям стандарта СТБ ISO/IEC 27001, а также системы менеджмента качества применительно к разработке, внедрению и сопровождению программного обеспечения требованиям стандарта СТБ ISO 9001-2015.
С 2015 года СООО «СИСТЕМНЫЕ ТЕХНОЛОГИИ» является членом Ассоциации белорусских банков.
В 2023 году компания отпраздновала свой 25-летний юбилей.

## Достижения
В 2011 году компания «СИСТЕМНЫЕ ТЕХНОЛОГИИ» заняла первое место среди компаний-резидентов ПВТ, поставщиков решений на белорусский рынок. В этом же году компания получила награду за достижения в области информационных технологий «Золотой байт-2010» в номинации «Лучший поставщик решений для белорусского рынка».
2012 год — компания получила награду в номинации «Инвестор года» — главной номинации конкурса «Золотой байт — 2011».
В 2014 году компания удостоилась звания победителя в номинации «Крупнейший поставщик решений для белорусского рынка» на церемонии вручения Национальной премии «Золотой Байт-2014».
Компания «СИСТЕМНЫЕ ТЕХНОЛОГИИ» два года подряд (2015 и 2016 годы) стала первой среди крупнейших поставщиков ИТ-услуг на белорусский рынок, а также вошла в TOP-10 компаний ПВТ по объёму реализации и в TOP-10 крупнейших по численности компаний-резидентов по итогам работы ПВТ.
В 2017 году компания стала победителем в конкурсе «Хрустальная гарнитура» в номинации Партнер года по внедрению, интеграции.

В 2019 году компания «СИСТЕМНЫЕ ТЕХНОЛОГИИ» стала обладателем диплома второй степени в «Премии HR-бренд» в номинации «Республика», представив проект «HR в online».

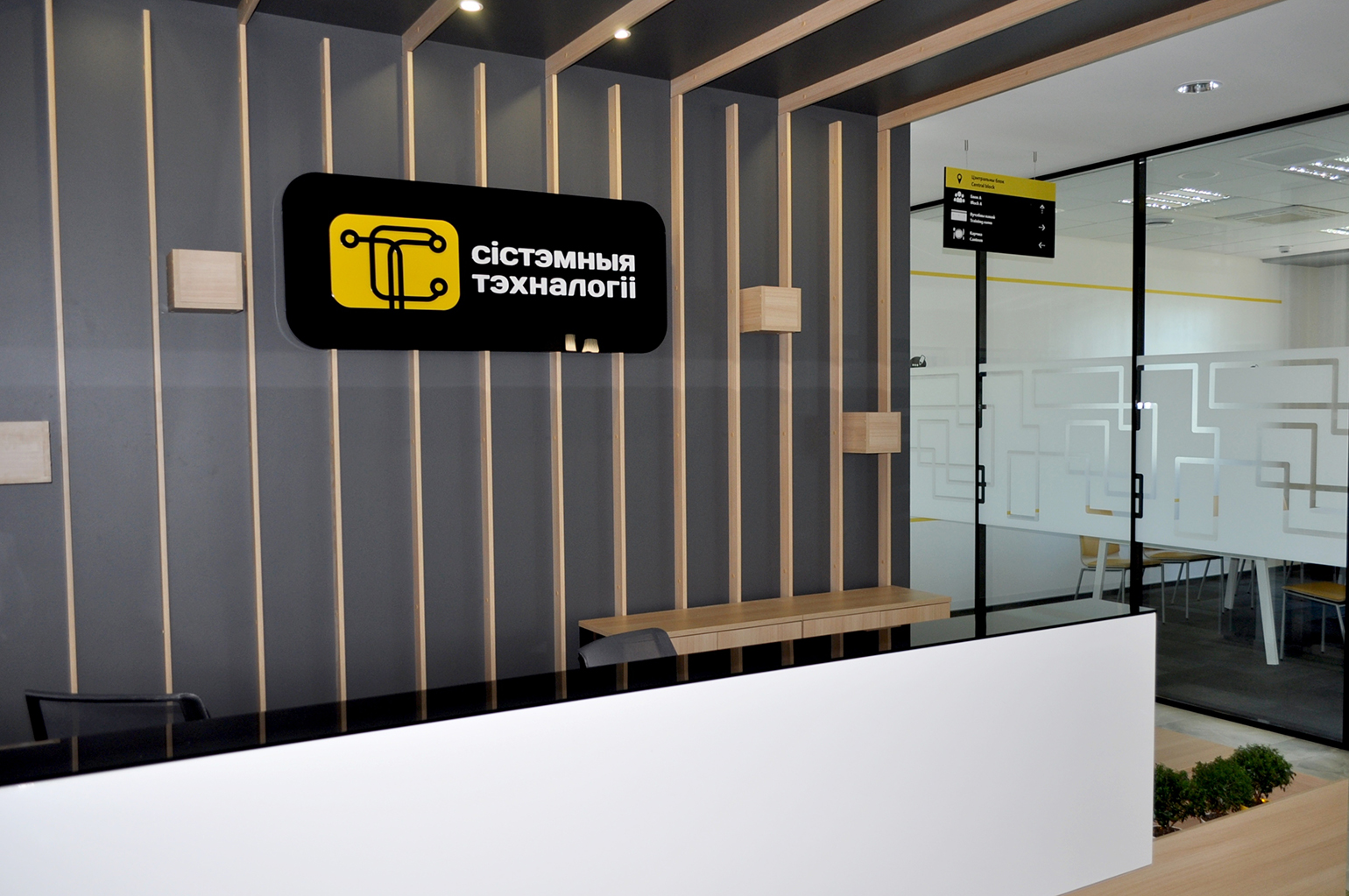